# George Rigaud
George Rigaud, pseudonimo di Pedro Jorge Rigato Delissetche (Buenos Aires, 11 agosto 1905 – Leganés, 17 gennaio 1984), è stato un attore argentino che ha lavorato molto nel cinema europeo, soprattutto in Spagna e Italia.

## Biografia
Nacque da una famiglia di immigrati europei, italiano da parte del padre, francese da quella della madre. Da bambino si trasferì in Francia al seguito dei genitori, dove, all'inizio degli anni trenta, compì una delle sue prime prove d'attore sul grande schermo sotto lo pseudonimo di George Rigaud (l'equivalente francese del relativo secondo nome e cognome del padre).
Nel 1932 il relativo pseudonimo comparve già sul manifesto del film Fantômas di Pál Fejös. Durante questi anni si trovò a competere con l'attore Jean Gabin per i ruoli d'eroe nei film d'azione. In una decina d'anni lavorò in quasi 30 film, spesso affiancato dalle più grandi vedette dell'epoca quali Junie Astor e Mireille Balin.
Iniziò a lavorare in Italia a partire dagli anni quaranta, col film Abbandono (1940) di Mario Mattoli.
Dopo la seconda guerra mondiale, fra il 1945 e il 1947, tentò la strada di Hollywood col film A Parigi nell'ombra (1945) di Gregory Ratoff, dove interpretò la parte di un francese nella Parigi occupata, ma sul finire degli anni Cinquanta ripartì per l'Europa, trovando quindi fissa dimora in Spagna e partecipando a molte produzioni cinematografiche europee.

Rigaud in Tutti i colori del buio (1972)

Se negli anni sessanta i ruoli che interpretò diventarono per lo più secondari, d'altra parte però risultarono differenziati. Fra i tanti film italiani nei quali lavorò: Il colosso di Rodi (1961) di Sergio Leone, Kiss Kiss... Bang Bang (1966) di Duccio Tessari, Tutti i colori del buio (1972) di Sergio Martino e Perché quelle strane gocce di sangue sul corpo di Jennifer? (1972) di Giuliano Carnimeo. Mirabile fu la sua interpretazione nel film Ad ogni costo, diretto nel 1967 da Giuliano Montaldo, nel quale vestì i panni di un elegante e flemmatico scassinatore professionista britannico.
Concluse la sua carriera cinematografica nel 1981, dopo quasi 200 film, con la pellicola spagnola Maravillas di Manuel Gutiérrez Aragón.
Morì in seguito ad un incidente motociclistico a Leganés, nella periferia di Madrid.

## Filmografia

### Cinema
- Sous le casque de cuir, regia di Albert de Courville (1932)
- Grains de beauté, regia di Pierre Caron (1932)
- Fantômas, regia di Pál Fejös (1932)
- Le Champion du régiment, regia di Henry Wulschleger (1932)
- Per le vie di Parigi (Quatorze Juillet), regia di René Clair (1933)
- Rivaux de la piste, regia di Serge Poligny (1933)
- Amanti folli (Une histoire d'amour), regia di Max Ophüls (1933)
- L'Ordonnance, regia di Viktor Turžanskij (1933)
- Idylle au Caire, regia di Reinhold Schünzel e Claude Heymann (1933)
- Tambour battant, regia di André Beucler e Arthur Robison (1933)
- Son altesse impériale, regia di Victor Janson e Jean Bernard-Derosne (1933)
- Taxi de minuit, regia di Albert Valentin (1934) – cortometraggio
- Divine, regia di Max Ophüls (1935)
- Debout là-dedans!, regia di Henry Wulschleger (1935)
- Joli monde, regia di René Le Hénaff (1935)
- La Marraine de Charley, regia di Pierre Colombier (1935)
- Viva la gloria (La Vie Parisienne), regia di Robert Siodmak (1936)
- Le roman d'un spahi, regia di Michel Bernheim (1936)
- Vertigine di una notte (La Peur), regia di Viktor Turžanskij (1936)
- Nitchevo, regia di Jacques de Baroncelli (1936)
- Puits en flammes, regia di Viktor Turžanskij (1936)
- Jungla nera (L'esclave blanc), regia di Jean-Paul Paulin (1936)
- Mastro di posta (Nostalgie), regia di Viktor Turžanskij (1937)
- L'artiglio del destino (La Griffe du hasard), regia di René Pujol (1937)
- Notti di fuoco (Nuits de feu), regia di Marcel L'Herbier (1937)
- Sarati il terribile (Sarati le terrible), regia di André Hugon (1937)
- Accordo finale (Accord final), regia di Ignacy Rosenkranz (1938)
- Tutto finisce all'alba (Sans lendemain), regia di Max Ophüls (1939)
- Trois Argentins à Montmartre, regia di André Hugon (1940)
- Face au destin, regia di Henri Fescourt (1940)
- Abbandono, regia di Mario Mattoli (1940)
- Último refogio, regia di John Reinhardt (1941)
- Embrujo, regia di Enrique Susini (1941)
- Vidas marcadas, regia di Daniel Tinayre (1942)
- El gran secreto, regia di Jacques Rémy (1942)
- Dieciséis años, regia di Carlos-Hugo Christensen (1943)
- Eclipse de sol, regia di Luis Saslavsky (1943)
- Casa de muñecas, regia di Ernesto Arancibia (1943)
- Vingt-quatre heures de perm', regia di Maurice Cloche (1945)
- A Parigi nell'ombra (Paris Underground), regia di Gregory Ratoff (1945)
- Mascherata al messico (Masquerade in Mexico), regia di Mitchell Leisen (1945)
- Le vie della città (I Walk Alone), regia di Byron Haskin (1948)
- El extraño caso de la mujer asesinada, regia di Boris H. Hardy (1949)
- Cita en las estrellas, regia di Carlos Schkieper (1949)
- La trampa, regia di Carlos-Hugo Christensen (1949)
- Escuela de campeones, regia di Ralph Pappier (1950)
- La pícara cenicienta, regia di Francisco Mugica (1951)
- Native Son, regia di Pierre Chenal (1951)
- La muerte en las calles, regia di Léo Fleider (1952)
- El baldío, regia di Carlos Rinaldi (1952)
- Deshonra, regia di Daniel Tinayre (1952)
- Siete gritos en el mar, regia di Enrique Carreras (1954)
- Caídos en el infierno, regia di Luis César Amadori (1954)
- Más pobre que una laucha, regia di Julio Saraceni (1955)
- Los maridos de mamá, regia di Edgardo Togni (1956)
- La dama del millón, regia di Enrique Cahen Salaberry (1956)
- El tango en París, regia di Arturo S. Mom (1956)
- Enigma de mujer, regia di Enrique Cahen Salaberry (1956)
- Un vaso de whisky, regia di Julio Coll (1958)
- Carlota, regia di Enrique Cahen Salaberry (1958)
- El festín de Satanás, regia di Ralph Pappier (1958)
- Ejército blanco, regia di Francisco de Borja Moro (1959)
- Juego de niños, regia di Enrique Cahen Salaberry (1959)
- Rififì fra le donne (Du rififi chez les femmes), regia di Alex Joffé (1959)
- Il grande capitano (John Paul Jones), regia di John Farrow (1959)
- Con la vida hicieron fuego, regia di Ana Mariscal (1959)
- El día de los enamorados, regia di Fernando Palacios (1959)
- Amor bajo cero, regia di Ricardo Blasco (1960)
- Mi calle, regia di Edgar Neville (1960)
- Regresa un desconocido, regia di Juan Bosch Palau (1961)
- El pobre García, regia di Tony Leblanc (1961)
- El último verano, regia di Juan Bosch Palau (1961)
- No dispares contra mí, regia di José Maria Nunes (1961)
- Il colosso di Rodi, regia di Sergio Leone (1961)
- Mara, regia di Miguel Herrero (1961)
- Furto su misura (The Happy Thieves), regia di George Marshall (1962)
- Occidente y sabotaje, regia di Ana Mariscal (1962)
- Cerca de las estrellas, regia di César Fernandez Ardavin (1962)
- Los cuervos, regia di Julio Coll (1962)
- Héroes de blanco, regia di Enrique Carreras (1962)
- Vuelve San Valentín, regia di Fernando Palacios (1962)
- Diciotto con il nonno (La gran familia), regia di Fernando Palacios (1962)
- La finestra della morte (Constance aux enfers), regia di François Villiers (1963)
- Eva 63, regia di Pedro Lazagas (1963)
- I leoni di Castiglia (El valle de las espadas), regia di Javier Setò (1963)
- Le avventure di Scaramouche (La mascara di Scaramouche), regia di Antonio Isasi-Isasmendi (1963)
- Escuadrilla de vuelo, regia di Lluis Josep Comeron (1963)
- Marisol rumbo a Río, regia di Fernando Palacios (1963)
- La vedova nera (Das Geheimnis der schwarzen Witve), regia di Franz Josef Gottlieb (1963)
- Rueda de sospechosos, regia di Ramón Fernández (1964)
- Un rincón para querernos, regia di Ignacio F. Iquino (1964)
- Il tulipano nero (La Tulipe Noire), regia di Christian-Jaque (1964)
- Ella y el miedo, regia di Leon Klimovsky (1964)
- Cavalca e uccidi, regia di Mario Caiano (1964)
- Jandro, regia di Julio Coll (1965)
- Il sentiero dell'oro (Finger on the Trigger), regia di Sidney W. Pink (1965)
- Il pugno proibito dell'agente Warner (Faites vos jeux, mesdames), regia di Marcel Ophüls (1965)
- Totò d'Arabia, regia di José Antonio de la Loma (1965)
- El niño y el muro, regia di Ismael Rodríguez (1965)
- Sfida a Glory City (Die hölle von Manitoba), regia di Sheldon Reynolds (1965)
- Colpo grosso a Galata Bridge (Estambul 65), regia di Antonio Isasi-Isasmendi (1965)
- La tigre profumata alla dinamite (Le Tigre se parfume à la dynamite), regia di Claude Chabrol (1965)
- Una bara per lo sceriffo, regia di Mario Caiano (1965)
- Viaggio di nozze all'italiana, regia di Mario Amendola (1966)
- 7 pistole per i MacGregor, regia di Franco Giraldi (1966)
- L'uomo di Casablanca (L'Homme de Marrakech), regia di Jacques Deray (1966)
- Né onore né gloria (Lost Command), regia di Mark Robson (1966)
- El Cjorro (Savage Pampas), regia di Hugo Fregonese (1966)
- Una donna per Ringo (Dos pistolas gemelas), regia di Rafael Romero Marchent (1966)
- Missione apocalisse, regia di Guido Malatesta (1966)
- Culpable para un delito, regia di José Antonio Duce (1966)
- Surcouf, l'eroe dei sette mari, regia di Sergio Bergonzelli e Roy Rowland (1966)
- 7 donne per una strage (Las 7 magnificas), regia di Rudolf Zehetgruber (1966)
- Black Box Affair - Il mondo trema, regia di Marcello Ciorciolini (1966)
- Sugar Colt, regia di Franco Giraldi (1966)
- Ringo il texano (The Texican), regia di Lesley Selander (1966)
- Kiss Kiss... Bang Bang, regia di Duccio Tessari (1966)
- Il grande colpo di Surcouf, regia di Sergio Bergonzelli (1966)
- Cifrato speciale, regia di Pino Mercanti (1966)
- La grande notte di Ringo, regia di Mario Maffei (1967)
- 7 donne per i MacGregor, regia di Franco Giraldi (1967)
- Codo con codo, regia di Victor Auz (1967)
- Muori lentamente... te la godi di più (Mister Dynamit - Morgen küßt euch der Tod), regia di Franz Josef Gottlieb (1967)
- Operación Dalila, regia di Luis de Los Arcos (1967)
- L'assassino è tra noi sette (El rostro del asesino), regia di Pedro Lazaga (1967)
- Ad ogni costo, regia di Giuliano Montaldo (1967)
- Le avventure e gli amori di Miguel Cervantes (Cervantes), regia di Vincent Sherman (1967)
- Escuela de enfermeras, regia di Armando De Ossorio (1968)
- Hallò Ward! ...E furono vacanze di sangue (Llaman de Jamaica, Mr. Ward), regia di Julio Salvador (1968)
- Caccia ai violenti, regia di Giovanni Scolaro (1968)
- Radiografia di un colpo d'oro (Las Vegas, 500 millones), regia di Antonio Isasi-Isasmendi (1968)
- Quel caldo maledetto giorno di fuoco, regia di Paolo Bianchini (1968)
- L'ultimo mercenario (Die grobe treibjagd), regia di Mel Welles (1968)
- Uno scacco tutto matto, regia di Robert Fiz (1968)
- Le pistole dei magnifici 7 (Guns of the Magnificent Seven), regia di Paul Wendkos (1969)
- Una sull'altra, regia di Lucio Fulci (1969)
- Vivi o preferibilmente morti, regia di Duccio Tessari (1969)
- La battaglia d'Inghilterra, regia di Enzo G. Castellari (1969)
- Marcellino e padre Johnny (Johnny Ratón), regia di Vicente Escriva (1969)
- Quei disperati che puzzano di sudore e di morte (Los desesperados), regia di Julio Buchs (1969)
- El abominable hombre de la Caosta del Sol, regia di Pedro Lazaga (1969)
- Senza via d'uscita, regia di Piero Sciumé (1970)
- Las siete vidas del gato, regia di Pedro Lazaga (1970)
- Ordine delle SS: eliminate Borman! (El último día de la guerra), regia di Juan Antonio Bardem (1970)
- Crimen imperfecto, regia di Fernando Fernán Gómez (1970)
- Uomo avvisato mezzo ammazzato... parola di Spirito Santo, regia di Giuliano Carnimeo (1971)
- Una lucertola con la pelle di donna, regia di Lucio Fulci (1971)
- ...dopo di che, uccide il maschio e lo divora (Marta), regia di José Antonio Nieves Conde (1971)
- Quello sporco disertore (El hombre que vino del odio), regia di Leon Klimovsky (1971)
- Una città chiamata bastarda (A Town Called Bastard), regia di Robert Parrish (1971)
- La morte cammina con i tacchi alti, regia di Luciano Ercoli (1971)
- Nicola e Alessandra (Nicholas and Alexandra), regia di Franklin J. Schaffner (1971)
- Una mangusta per 3 camaleonti (Mil millones para una rubia), regia di Pedro Lazaga (1972)
- Amico, stammi lontano almeno un palmo..., regia di Michele Lupo (1972)
- Tutti i colori del buio, regia di Sergio Martino (1972)
- Perché quelle strane gocce di sangue sul corpo di Jennifer?, regia di Giuliano Carnimeo (1972)
- Quando Marta urlò dalla tomba (La mansión de la niebla), regia di Francisco Lara Polop (1972)
- Il coltello di ghiaccio, regia di Umberto Lenzi (1972)
- Horror Express, regia di Eugenio Martin (1972)
- Erica... un soffio di perversa sessualità (Tarots detras de las cartas del diablo), regia di José Maria Forqué (1973)
- Anche gli angeli mangiano fagioli, regia di Enzo Barboni (1973)
- Il complotto (Le complot), regia di René Gainville (1973)
- El secreto de la momia egipcia, regia di Alejandro Marti (1973)
- Il consigliori, regia di Alberto De Martino (1973)
- Santo contra el doctor Muerte, regia di Carlos Romero Marchent (1973)
- El padrino y sus ahijadas, regia di Fernando Merino (1974)
- Los viajes escolares, regia di Jaime Chavarri (1974)
- Là dove non batte il sole, regia di Antonio Margheriti (1974)
- Per amare Ofelia, regia di Flavio Mogherini (1974)
- Whiskey e fantasmi, regia di Antonio Margheriti (1974)
- Emma, puertas oscuras, regia di José Ramon Larraz (1974)
- Los fríos senderos del crimen, regia di Carlos Aurel (1974)
- Touch Me Not, regia di Karl Heinz Zeitler (1974)
- El mejor regalo, regia di Javier Aguirre (1975)
- Gatti rossi in un labirinto di vetro, regia di Umberto Lenzi (1975)
- Das Tal der tanzenden Witwen, regia di Volker Vogeler (1975)
- A Venezia muore un'estate (Largo Retorno), regia di Pedro Lazaga (1975)
- La corruzione imperversa (La ultima jugada), regia di Aldo Sambrell (1975)
- La parola di un fuorilegge... è legge!, regia di Antonio Margheriti (1975)
- Léonor, regia di Juan Luis Buñuel (1975)
- Striptease, regia di German Lorente (1976)
- La iniciación en el amor, regia di Javier Aguirre (1976)
- L'incredibile viaggio nel continente perduto (Viaje al centro de la Tierra), regia di Juan Piquer Simon (1976)
- Cipolla Colt, regia di Enzo G. Castellari (1976)
- La noche de los cien pájaros, regia di Rafael Romero Marchent e Rafael Moreno-Alba (1976)
- Doña Perfecta, regia di Cesar Fernandez Ardavin (1977)
- Casa Manchada, regia di José Antonio Nieves Conde (1977)
- Uno del millón de muertos, regia di Andrés Velasco (1977)
- Rebeldía, regia di Andrés Velasco (1978)
- Nel mirino del giaguaro (Jaguar Lives!), regia di Ernest Pintoff (1979)
- Paco l'infaillible, regia di Didier Haudepin (1979)
- Black Jack (Asalto al casino), regia di Max H. Boulois (1980)
- Maravillas, regia di Manuel Gutiérrez Aragón (1981)

### Televisione
- Paco il camionista (Los camioneros) – serie TV, episodio 1x09 (1974)
- Los pintores del Prado – serie TV, 1 episodio (1974)
- Kara Ben Nemsi Effendi – serie TV, episodio 2x02 (1975)
- Im Auftrag von Madame – serie TV, episodio 3x08 (1975)
- Zum kleinen Fisch – serie TV, 9 episodi (1977)
- Curro Jiménez – serie TV, episodio 1x12 (1977)
- El túnel, regia di José Luis Cuerda – film TV (1977)

## Doppiatori italiani
Nelle versioni italiane dei suoi film, George Rigaud è stato doppiato da:
- Bruno Persa in Il colosso di Rodi, 7 pistole per i MacGregor, La grande notte di Ringo,  7 donne per i MacGregor, Ad ogni costo, Uno scacco tutto matto, Quando Marta urlò dalla tomba, Il coltello di ghiaccio
- Gualtiero De Angelis in Totò d'Arabia, Cavalca e uccidi, La battaglia d'Inghilterra, Uomo avvisato mezzo ammazzato... parola di Spirito Santo, Tutti i colori del buio, Perché quelle strane gocce di sangue sul corpo di Jennifer?, Anche gli angeli mangiano fagioli
- Giorgio Piazza in Una donna per Ringo, Surcouf l'eroe dei sette mari, Kiss Kiss... Bang Bang
- Gianfranco Bellini in Una lucertola con la pelle di donna, Amico stammi lontano almeno un palmo..., Per amare Ofelia
- Giulio Panicali in Tutto finisce all'alba
- Emilio Cigoli in Abbandono
- Cesare Fantoni in Furto su misura
- Mario Bardella in Una bara per lo sceriffo
- Mario Feliciani in Sugar Colt
- Stefano Sibaldi in Vivi o preferibilmente morti
- Michele Malaspina in Horror Express
- Oreste Lionello in Là dove non batte il sole
- Arturo Dominici in Cipolla Colt